# Баскетболист года конференции Big Sky
Баскетболист года конференции Big Sky (англ. Big Sky Conference Men's Basketball Player of the Year) — это ежегодная баскетбольная награда, вручаемая по итогам голосования лучшему баскетболисту среди студентов конференции Big Sky, входящей в 1-й дивизион NCAA. Голосование проводится среди главных тренеров команд, которые входят в конференцию, к тому же свои голоса тренеры подают после окончания регулярного чемпионата, но перед стартом плей-офф, то есть в начале марта, причём они не могут голосовать за своих собственных игроков. Данная награда была учреждена и впервые вручена Лоуренсу Батлеру из университета штата Айдахо в сезоне 1978/79 годов.
Конференция официально начала свою деятельность в 1963 году, тогда в неё входило шесть команд, а в 1970 году в неё вошли ещё две команды. С течением времени, при образовании новых университетов, количество команд в конференции увеличилось до девяти (в данное время их одиннадцать). В 2006 году её ряды пополнила команда Северо-Колорадского университета. В 2012 году в состав конференции вошли команды университета Северной Дакоты и университета Южной Юты, а в 2014 году в неё вновь была включена команда Айдахского университета.
Лишь четыре игрока, Ларри Крисковяк, Орландо Лайтфут, Гарольд Арсино и Дамиан Лиллард, получали награду несколько раз, причём Крисковяк получал её аж три раза. Лишь Родни Стаки становился лауреатом трофея, будучи первокурсником. Два раза победителями в этой номинации признавались сразу два игрока (1992 и 1996). Чаще других обладателями этого приза становились игроки университета штата Юта в Вебере (12 раз), университета Монтаны и университета Восточного Вашингтона (по 7 раз) и Айдахского университета (6 раз).

## Легенда
|           | Сообладатели награды |
| Игрок (X) | Количество титулов   |

## Победители
| Сезон   | Игрок                | Фото | Университет                               | Позиция                                     | Год обучения | Примечания |
| ------- | -------------------- | ---- | ----------------------------------------- | ------------------------------------------- | ------------ | ---------- |
| 1978/79 | Лоуренс Батлер       |      | Университет штата Айдахо                  | Атакующий защитник                          | Четвёртый    |            |
| 1979/80 | Дон Ньюмен           |      | Айдахский университет                     | Защитник                                    | Четвёртый    |            |
| 1980/81 | Брайан Келлерман     |      | Айдахский университет                     | Разыгрывающий защитник                      | Второй       |            |
| 1981/82 | Кен Оуэнс            |      | Айдахский университет                     | Атакующий защитник                          | Четвёртый    |            |
| 1982/83 | Деррик Поуп          |      | Университет Монтаны                       | Тяжёлый форвард                             | Четвёртый    |            |
| 1983/84 | Ларри Кристковяк     |      | Университет Монтаны                       | Тяжёлый форвард / Центровой                 | Второй       |            |
| 1984/85 | Ларри Кристковяк (2) |      | Университет Монтаны                       | Тяжёлый форвард / Центровой                 | Третий       |            |
| 1985/86 | Ларри Кристковяк (3) |      | Университет Монтаны                       | Тяжёлый форвард / Центровой                 | Четвёртый    |            |
| 1986/87 | Том Домако           |      | Университет штата Монтана                 | Лёгкий форвард                              | Третий       |            |
| 1987/88 | Арнелл Джонс         |      | ТУниверситет штата Айдахо в Бойсе         | Тяжёлый форвард                             | Четвёртый    |            |
| 1988/89 | Крис Чайлдс          |      | Университет штата Айдахо в Бойсе          | Разыгрывающий защитник                      | Четвёртый    |            |
| 1989/90 | Райли Смит           |      | Айдахский университет                     | Центровой                                   | Четвёртый    |            |
| 1990/91 | Кевин Кирни          |      | Университет Монтаны                       | Лёгкий форвард                              | Четвёртый    |            |
| 1991/92 | Делвон Андерсон      |      | Университет Монтаны                       | Атакующий защитник / Разыгрывающий защитник | Четвёртый    |            |
| 1991/92 | Кевин Соарес         |      | Невадский университет в Рино              | Разыгрывающий защитник                      | Четвёртый    |            |
| 1992/93 | Орландо Лайтфут      |      | Айдахский университет                     | Атакующий защитник                          | Третий       |            |
| 1993/94 | Орландо Лайтфут (2)  |      | Айдахский университет                     | Атакующий защитник                          | Четвёртый    |            |
| 1994/95 | Рубен Нембхард       |      | Университет штата Юта в Вебере            | Атакующий защитник / Разыгрывающий защитник | Четвёртый    |            |
| 1995/96 | Джимми Деграффенрид  |      | Университет штата Юта в Вебере            | Атакующий защитник                          | Четвёртый    |            |
| 1995/96 | Куадре Лоллис        |      | Университет штата Монтана                 | Лёгкий форвард / Тяжёлый форвард            | Четвёртый    |            |
| 1996/97 | Чарльз Томас         |      | Северо-Аризонский университет             | Разыгрывающий защитник                      | Четвёртый    |            |
| 1997/98 | Эндрю Мэвис          |      | Северо-Аризонский университет             | Тяжёлый форвард                             | Четвёртый    |            |
| 1998/99 | Гарольд Арсино       |      | Университет штата Юта в Вебере            | Лёгкий форвард                              | Третий       |            |
| 1999/00 | Гарольд Арсино (2)   |      | Университет штата Юта в Вебере            | Лёгкий форвард                              | Четвёртый    |            |
| 2000/01 | Брайан Хейнле        |      | Университет штата Калифорния в Нортридже  | Центровой                                   | Четвёртый    |            |
| 2001/02 | Джейсон Эриксон      |      | Университет штата Монтана                 | Атакующий защитник                          | Второй       |            |
| 2002/03 | Джермейн Бойетт      |      | Университет штата Юта в Вебере            | Атакующий защитник / Разыгрывающий защитник | Четвёртый    |            |
| 2003/04 | Элвин Сноу           |      | Университет Восточного Вашингтона         | Разыгрывающий защитник / Атакующий защитник | Четвёртый    |            |
| 2004/05 | Шеймас Боксли        |      | Университет штата Орегон в Портленде      | Лёгкий форвард / Тяжёлый форвард            | Четвёртый    |            |
| 2005/06 | Родни Стаки          |      | Университет Восточного Вашингтона         | Разыгрывающий защитник / Атакующий защитник | Первый       |            |
| 2006/07 | Дэвид Паттен         |      | Университет штата Юта в Вебере            | Тяжёлый форвард                             | Четвёртый    | [ 1 ]      |
| 2007/08 | Иеремия Домингес     |      | Университет штата Орегон в Портленде      | Разыгрывающий защитник                      | Третий       | [ 2 ]      |
| 2008/09 | Келлен Маккой        |      | Университет штата Юта в Вебере            | Разыгрывающий защитник                      | Четвёртый    | [ 3 ]      |
| 2009/10 | Дамиан Лиллард       |      | Университет штата Юта в Вебере            | Разыгрывающий защитник / Атакующий защитник | Второй       | [ 4 ]      |
| 2010/11 | Девон Бейтцель       |      | Северо-Колорадский университет            | Разыгрывающий защитник / Атакующий защитник | Четвёртый    | [ 5 ]      |
| 2011/12 | Дамиан Лиллард (2)   |      | Университет штата Юта в Вебере            | Разыгрывающий защитник / Атакующий защитник | Четвёртый    | [ 6 ]      |
| 2012/13 | Карим Джамар         |      | Университет Монтаны                       | Атакующий защитник / Лёгкий форвард         | Третий       | [ 7 ]      |
| 2013/14 | Дэвион Берри         |      | Университет штата Юта в Вебере            | Лёгкий форвард                              | Четвёртый    | [ 8 ]      |
| 2014/15 | Мик Маккинни         |      | Университет штата Калифорния в Сакраменто | Разыгрывающий защитник                      | Четвёртый    | [ 9 ]      |
| 2015/16 | Джоэль Боломбой      |      | Университет штата Юта в Вебере            | Тяжёлый форвард / Центровой                 | Четвёртый    | [ 10 ]     |
| 2016/17 | Джейкоб Уили         |      | Университет Восточного Вашингтона         | Тяжёлый форвард                             | Четвёртый    | [ 11 ]     |
| 2017/18 | Богдан Близнюк       |      | Университет Восточного Вашингтона         | Атакующий защитник / Лёгкий форвард         | Четвёртый    | [ 12 ]     |
| 2018/19 | Джордан Дэвис        |      | Северо-Колорадский университет            | Разыгрывающий защитник / Атакующий защитник | Четвёртый    | [ 13 ]     |
| 2019/20 | Мейсон Питлинг       |      | Университет Восточного Вашингтона         | Тяжёлый форвард                             | Четвёртый    | [ 14 ]     |
| 2020/21 | Таннер Гроувз        |      | Университет Восточного Вашингтона         | Тяжёлый форвард                             | Третий       | [ 15 ]     |
| 2021/22 | Джубриль Бело        |      | Университет штата Монтана                 | Тяжёлый форвард                             | Четвёртый    | [ 16 ]     |
| 2022/23 | Стили Вентерс        |      | Университет Восточного Вашингтона         | Атакующий защитник                          | Третий       | [ 17 ]     |
| 2023/24 | Диллон Джонс         |      | Университет штата Юта в Вебере            | Атакующий защитник / Лёгкий форвард         | Четвёртый    | [ 18 ]     |
| 2024/25 | Дилан Дарлинг        |      | Университет штата Айдахо                  | Разыгрывающий защитник                      | Второй       | [ 19 ]     |